# Raffaello di Leca

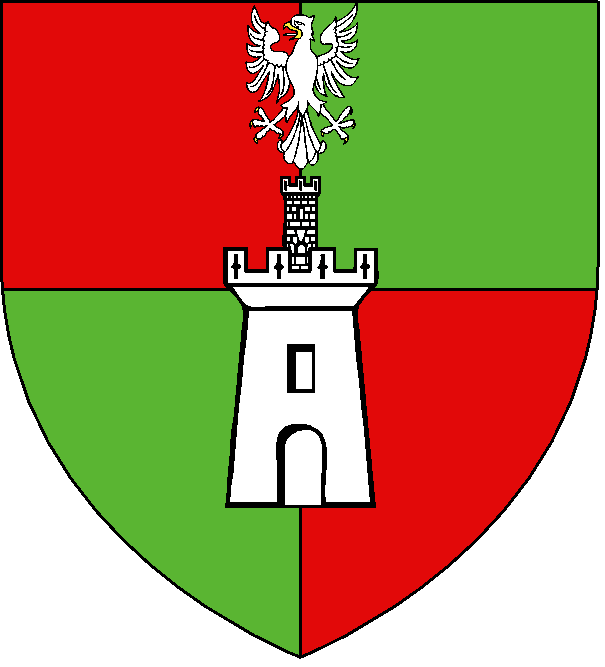
Stemma della famiglia Leca.

Raffaello di Leca altresì noto come Raffaellu da Leca, Raffè da Leca o Raffè di Leca (1432 – Genova, 20 aprile 1456) è stato un nobile, politico, militare della Corsica del XV secolo.

## Biografia
Raffè da Leca era il figlio di Rinucciu, signore di Vico tra il 1378 e il 1445. Aveva ventidue fratelli, sia legittimi che illegittimi.
Nel 1453, sposatosi con Bianca da Mare, una figlia di Simone da Mare, fu, con suo fratello Antonu Guglielmu, registrato nel Libro d'Oro della Repubblica di Genova e associato presso l'Albergo dei Doria.
Per tentare di risolvere le lotte interne che stavano devastando l'isola, il vescovo di Aleria, Ambrogio di Omessa, che aveva contribuito in gran parte al ritorno della famiglia dei Fregosi, propose ai "caporali" (tribuni) di offrire la sovranità dell'isola alla Santa Sede. 
Le truppe pontificie, inviate dal Papa Eugenio IV, furono però gravemente sconfitte da un partito filo genovese di Cinarchesi comandato da Raffè Leca.
Nel 1456, morì impiccato a Genova.